# Grande Vigie (Saint-Barthélemy)
La Grande Vigie est un quartier de Saint-Barthélemy dans les Caraïbes. Elle est située dans la partie nord-ouest de l'île entre Colombier et Corossol. 
L'anse de Reine, appelée aussi anse de Raine ou anse Reine, est une crique située à la Grande Vigie. L’altitude de la falaise qui la domine est estimée à 80 mètres.